# MiNT
MiNT („MiNT is Now TOS“, vormals „MiNT is Not TOS“) ist ein alternatives Betriebssystem für TOS-kompatible Rechner. TOS war das Betriebssystem jedes Atari ST mit einer Motorola-CPU. Mit diesem Betriebssystem war jedoch kein Multitasking möglich.
MiNT wurde zunächst unabhängig von der Firma Atari von dem Programmierer Eric Smith entwickelt und ersetzte das GEMDOS (eigentlich nur die Speicher- und Prozessverwaltung und die obere Schicht der Dateiverwaltung) durch eine multitaskingfähige und an Unix angelehnte Neuentwicklung. Das erlaubte bereits das parallele Ausführen textbasierter TOS-Programme, darunter Packer und Compiler. Wegen der mangelnden Multitaskingfähigkeit der Benutzeroberfläche konnte aber immer nur ein GUI-Programm zur selben Zeit ausgeführt werden. Ferner enthielt MiNT selbst keinen Treiber für FAT-Dateisysteme, sondern bediente sich über eine Zwischenschicht eines Teils der GEMDOS-Routinen im ROM, was Festplattenzugriffe relativ langsam und unzuverlässig machte. Neben präemptiven Multitasking unterstützte MiNT Speicherschutz und später alternative Dateisysteme (erst für Minix-FS, für CDs, und schließlich auch ein neu und speziell für MiNT entwickeltes FAT-Dateisystem, das MiNT erst zu einem vollständigen Betriebssystem machte, das nicht mehr auf die instabilen ROM-Routinen zuzugreifen brauchte).
Nachdem Eric Smith von Atari fest angestellt worden war, wurde nicht nur die Namensbedeutung in „MiNT is Now TOS“ geändert, sondern es begann auch die Entwicklung des MultiAES. Zur Bedeutung: Der Atari arbeitet mit einer grafischen Benutzeroberfläche von Digital Research, dem Graphics Environment Manager, kurz GEM genannt. Die Schnittstellen dazu erfolgen über das AES (Application Environment System). MiNT war und ist bis heute nicht mit einem solchen AES-System ausgerüstet. TOS-Programme aber benötigen diese grafische Oberfläche nicht.
MiNT bot jedoch die Möglichkeit, ein AES nachzustarten, und bildete mit dem von Atari entwickelten MultiAES MultiTOS (und den alten Dateisystem-Routinen aus dem ROM, s. o.) ein vollständiges Multitasking-System, das die von TOS 4.0x gewohnte Oberfläche bot und mehrere grafisch- und textorientierte Programme ablaufen lassen konnte, sofern sie sich an Ataris Programmierrichtlinien hielten. MultiTOS wurde in Form von Disketten vertrieben und von der Festplatte gestartet. Dies sollte Aktualisierungen (englisch „updates“) erleichtern, die jedoch von Seiten Ataris nicht mehr veröffentlicht wurden: MultiAES 4.1 (GEM.SYS) wurde nur an Entwickler verteilt. Eric Smith entwickelte das quelloffene MiNT weiter, mit der Konzentrierung von Atari auf den Konsolenmarkt musste er jedoch zunehmend beim Jaguar-Projekt aushelfen. Zwar gab Atari als Mindestsystemvoraussetzung einen einfachen Atari ST an, sinnvoll war der Einsatz aber erst unter einem Atari Falcon und Atari TT. Die Geschwindigkeit ließ jedoch selbst auf den schnellsten Atari-Systemen zu wünschen übrig, was in erster Linie am MultiAES lag, aber auch der MiNT-Kernel selbst verbrauchte im Vergleich zum TOS signifikant Rechenzeit (rund 10 % auf einem 8-MHz-Computer).
Schon vor dem Zusammenbruch von Atari wurden Quelltext und kompilierte Versionen von MiNT veröffentlicht, Atari stellte es Softwarefirmen frei, aktualisierte MiNT-Versionen mit ihren Programmen auszuliefern, so sie denn auf neue Betriebssystemfunktionen oder Fehlerbereinigungen angewiesen wären.
Eine Nebenentwicklung, die von Atari weder unterstützt noch unterbunden wurde, waren Portierungen von MiNT auf andere Systeme. So existierten für den Mac und eine 68030-VME-Karte eine Umsetzung. Erstere Version benutzte als Unterbau JET („Just enough TOS“), um MiNT starten zu können. Sinn und Zweck der MiNT-Umsetzungen war der einfache Zugriff auf die bereits existierenden Atari-Versionen diverser Programmiersprachen, deren Compiler oft textbasiert waren.
Das modulare System förderte Weiterentwicklungen: Unabhängige Entwickler arbeiten nicht nur bis heute an neuen Versionen von MiNT fort, sondern auch an Ersatzmöglichkeiten für das MultiAES. Ein kommerzieller, inoffizieller MultiTOS-Nachfolger ist das von der deutschen Firma woller systeme entwickelte N.AES, als quelltextoffenes und kostenloses Projekt erfreut sich die Kombination freeMiNT/XaAES großer Beliebtheit.
Dank der Unix-Verwandtschaft wurden zahlreiche Programme aus der Unix-Welt portiert, die Hauptanlaufstelle dafür ist das SpareMiNT-Projekt. Zahlreiche Tools sorgen dafür, dass MiNT, ähnlich wie Linux, inzwischen ein sehr umfangreiches und flexibles Betriebssystem geworden ist.